# Szövetségesek a török elleni harcokban Magyarországon

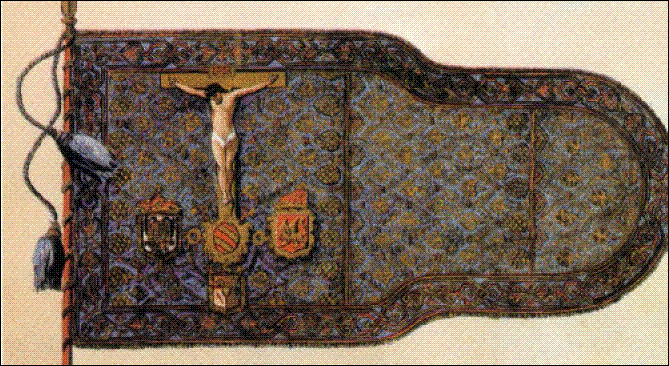
Az 1571-es Szent Liga zászlója.

A török elleni szövetségesek azok az országok voltak, akik az 1526 és 1699 közötti magyarországi oszmán-török háborúkban részt vettek. A konfliktus több mint százhetven esztendeje majdnem minden európai állam részt vett, nemcsak mint effektív hadviselő fél. Az 1683-tól 1699-ig tartó török kiűzésekor a kontinens legtöbb feléből érkeztek önkéntesek (köztük több reguláris ezred) mint például Svédországból, Angliából, vagy Hollandiából, melyek ténylegesen nem álltak hadban az Oszmán Birodalommal.
A török ellen szövetségbe tömörülő államokat gyakran említik Szent Liga néven. A török elleni háborúk idején többször is alakult ilyen csoportosulás:
- 1571-ben V. Piusz pápa szervezésében (Szent Liga (1571),
- 1593-ban VIII. Kelemen pápa ösztökélésre (Szent Liga (1593), majd
- 1684-ben XI. Ince pápa szervezésében (Szent Liga (1684).

Ez utóbbi szövetség valósította meg a török kiűzését Magyarországról, Erdélyből és a Balkán északi szláv vidékeiről.

## Az„állandóan érintett”államok
- Habsburg Birodalom – a két fronttá vált országot (Horvát és Magyar) birtokolja
- Horvátország
- Magyar Királyság

## A résztvevők abc-sorrendben
- Badeni Őrgrófság
- Bajorország
- Bolgárok – a hosszú háborúban bolgárok igen nagy számmal harcoltak Magyarországon és Havasalföldön is
- Brandenburg
- Cseh Királyság – 1620-tól megszűnt önálló államként, de a cseh erők továbbra is harcoltak a törökökkel
- Francia Királyság – hagyományos jó kapcsolatokat ápolt Isztambullal
- Frankföld
- Ferrarai Hercegség
- Hessen
- Johannita (Máltai) Lovagrend
- Lengyelország-Litvánia (1569 előtt még  Lengyel Királyságként)
- Lotaringia
- Mantovai Hercegség
- Milánói Hercegség
- Német-római Birodalom – gyakorlatilag minden török elleni háborúban jelen volt
- Oroszország – közvetve volt érintve
- pápai állam
- Perzsia (Szafavida Birodalom) – közvetve volt érintve
- Pfalz
- Piemonti Fejedelemség
- Raguzai Köztársaság
- Rajnai Szövetség – több állam csoportosult benne, de csak a Rajna menti területek vettek részt katonailag a háborúban

1.  Braunschweigi Hercegség (Nagy-Braunschweig)
2.  Braunschweig-Lüneburgi Hercegség (Kis-Braunschweig)
3.  Hesse-Dramstadti Őrgrófság
4.  Hessen-Kasseli Őrgrófság
5.  Kölni Érsekség (a szövetsége kívül is részt vett a török háborúkban)
6.  Mainzi Érsekség (a szövetségen kívül is részt vett a török háborúkban)
7.  Münsteri Püspökség
8.  Pfalz-Neuburg
9.  Pfalz-Zweibrücken
10.  Rajnai Palotagrófság (a szövetségen kívül is részt vett a török háborúkban)
11.  Strasburgi Egyházmegye
12.  Trieri Érsekség (a szövetségen kívül is részt vett a török háborúkban)
13.  Baden-Württemberg (a szövetségen kívül is részt vett a török háborúkban)
- Savoyai Hercegség
- Spanyol Királyság
- Svábföld
- Szászország
- Székelyek – 1562-ben szabadságukat elvesztett a közszékelyek felkelést indítottak János Zsigmond ellen, aki épp a török oldalán hadakozott a Habsburgokkal
- Szerbek – nem független státuszú terület, de a törökök hátában a keresztény liga megsegítésére többször szervezkedtek
- Toszkán Nagyhercegség
- Türingia
- Velencei Köztársaság
- Zaporozsjei kozákok – néhány háborúban, mint a hosszú háborúban rengeteg kozák szolgált a magyar, az osztrák és a havasalföldi seregben, továbbá másik fronton a kozákok lekötötték a törököket és a tatárokat.

## Résztvevő, állami, vagy nemzeti szuverenitással nem bíró felek
- Európai önkéntesek – A török kiűzésekor, de különösen Buda visszafoglalásánál küzdöttek. Európa legtöbb keresztény nemzetéből álltak be önkéntesek (olykor egész csapatok) harcolni az oszmán-törökök ellen. Név szerint franciák, dánok, olaszok, németek, csehek, svédek, hollandok alkottak egész egységeket, de szórványosan különböző idealista gondolkodású önkéntesek, akik között egyszerű parasztok, vagy polgárok mellett, egyházi személyek, tisztek, katonák, nemesek, tüzérek, vagy értelmiségiek, törvényen kívüliek, kalandorok egyaránt megtalálhatóak voltak Európa minden nemzetéből
- Szent István Lovagrend (Toszkána)
- Német Lovagrend

## Egyéb szövetségesek
- Erdélyi Fejedelemség
- Havasalföld
- Moldva

E három hivatalosan török vazallusnak számított, a szultánt voltak kötelesek támogatni a háborúkban, de nem egy esetben álltak a keresztény oldalon.